# Calomera littoralis
Calomera littoralis ist ein Käfer aus der Familie der Laufkäfer (Carabidae). Nach seinem Aussehen und Verhalten ist er sofort als Sandlaufkäfer erkennbar. Man findet häufig auch die Synonyme Cicindela (Lophyridia) littoralis und Cicindela lunulata. Er ist in mehreren Unterarten von Südeuropa bis nach Asien verbreitet. Allein für Europa sind fünf Unterarten gelistet.
| | |
| Abb. 1: Seitenansicht                                                                                                   | Abb. 2: Unterseite |
| | |
| Abb. 3: Frontalansicht bei hoher Auflösung ist der Zahn in der Mitte des Vorderrands des Kopfschilds deutlich erkennbar | Abb. 4: Mundwerkzeuge von schräg unten Taster auf der rechten Seite eingefärbt blau: Lippentaster; grün: Kiefertaster; gelb: 2. Kieferntaster |

## Merkmale des Käfers
„Cic. obscurae aenea, elytris nigricantibus, punctis sex albibus, baseos lunato, medio transverso“ lautet 1787 die lateinische Originalbeschreibung des Käfers.
Der abgeflachte Körper erreicht eine Länge von zehn bis siebzehn Millimetern. Er ist oberseits dunkel mit schwachem Kupferglanz und auf der Unterseite dunkel blaugrün irisierend. Von den sechs sichtbaren Hinterleibssegmenten (Sterniten) sind die ersten miteinander verwachsen.
Der kantige Kopf ist auf der Stirn und seitlich gerillt und an den Wangen lang behaart (in Abb. 1 ist die Behaarung gut zu erkennen). Die Augen sind stark hervorstehend, ihr Außenrandabstand ist größer als die Breite des Halsschildes. Der Käfer kann so nahezu die gesamte Umgebung überblicken. Die Mundwerkzeuge zeigen nach vorne. Die großen sichelförmigen Oberkiefer sind schwarz und an der Basis außen weiß. Die Spitze ist dolchartig ausgezogen und die Innenseite mit drei sehr spitzen Zähnen bewehrt. Das Tier besitzt ein Paar viergliedrige stark behaarte Lippentaster (in Abb. 4 blau). Die Kiefertaster sind ebenfalls viergliedrig und behaart (in Abb. 4 grün); außerdem ist die äußere Unterkieferlade als zweigliedriger zweiter Kieferntaster ausgebildet (in Abb. 4 gelb). Alle sechs Taster sind ungewöhnlich dünn und lang. Die schmutzig weiße Oberlippe ist mittig nach vorn zahnartig verlängert (nicht dreizähnig, bei hoher Auflösung in Abb. 3 gut sichtbar). Sie ist mit zahlreichen nach vorne zeigenden langen Borstenhaaren besetzt. Die Fühler sind elfgliedrig und fadenförmig. Sie sind seitlich vor den Augen über den Mandibeln eingelenkt und ab dem fünften Glied samtig behaart. Ihre ersten vier Glieder sind metallisch glänzend, die folgenden matt braun. Im Unterschied zur Gattung Lophyra besitzen die Männchen kein Borstenbüschel am vierten Fühlerglied.
Die Beine sind langgliedrig und ermöglichen ein schnelles Laufen. Die Tarsen sind fünfgliedrig. Die Färbung der Beine ist sehr variabel.
Die Flügeldecken sind gekörnt und mit mehreren marmor-weißen teils bandförmigen, teils runden Flecken (Makeln) gezeichnet. Der Schulterfleck (Humeralmakel) ist mondförmig, auf der linken Flügeldecke in Form eines C und auf der rechten als dessen Spiegelbild. Der Schulterfleck schmiegt sich so eng an den Flügeldeckenrand, dass von oben nur sein Anfang und sein Ende als zwei getrennte Flecken wahrgenommen werden. Auch der Fleck am Flügeldeckenende (apikal) kann als sichelartige Verbindung zweier Flecke verstanden werden, die sich dem Ende des Flügeldeckenrandes anschmiegt. Zwischen Humeralmakel und Apikalmakel liegen auf jeder Flügeldecke noch vier eher punktförmige Flecken, die vorderen beiden etwa auf halber Länge der Flügeldecke und parallel dazu die hinteren beiden in letzten Drittel der Flügeldecke. Zwei dieser Flecke liegen außen am Flügelrand und sind eher länglich, zwei liegen oben (auf der Scheibe) und sind eher rund. Von den letzteren ist der hintere fast kreisförmig und liegt sehr nahe an der Flügeldeckennaht, der davor liegende ist etwas weiter von der Flügelnaht entfernt und setzt sich in Richtung auf den darunter liegenden Randfleck fort, mit dem er auch verschmelzen kann. Die Größe und genaue Lage der Makel variiert zwischen den verschiedenen Unterarten und auch innerhalb einer Unterart.

## Lebensweise
Die Käfer sind tagaktiv, sie kommen erst bei genügender Erwärmung der Umgebung aus ihren Verstecken. Sie sind scheu und bewegen sich ruckartig mit großer Geschwindigkeit über den Boden. Bei der geringsten Störung fliegen sie auf, um nach wenigen Metern wieder zu landen. Die Käfer fliegen sehr gut und erzeugen dabei ein summendes Geräusch. Bei ungenügend hoher Temperatur fliegen sie ungern oder gar nicht. Außerdem mögen sie keinen Wind. In Ruhestellung kauern sie sich flach an den Boden und sind dann gut getarnt. Meist erkennt man ihre Anwesenheit nur durch ihr Auffliegen. Häufig treten sie in Gruppen auf und können dann für einen Schwarm Fliegen gehalten werden. Man findet sie auch mit anderen Sandlaufkäferarten vergesellschaftet.
Die Käfer ernähren sich von anderen Insekten und Gliederfüßern. Sie erkennen ihre Beute mit den Augen und lauern ihr während der warmen Tageszeit auf. Dabei wechseln sie häufig ihren Beobachtungsplatz. Haben sie eine potentielle Beute erspäht, nähern sie sich ihr in einem kurzen „run“. Dies kann sich wiederholen, bis sie das anvisierte Objekt als Beute verwerfen oder sich zum Angriff entschließen. Wegen ihrer Schnelligkeit entkommt ihnen ihr Opfer selten. Sie verschmähen tote Beute, können aber durchaus verwundete oder geschwächte Artgenossen anfallen. Die Beute wird mit den Oberkiefern gepackt und zerlegt.
Bei der Paarung halten die Männchen die Weibchen mit den Zangen zwischen Brustschild und Flügeldecken fest, worauf jene sich heftig wehren. Während solcher Momente werden beide häufig Beute von Kleinsäugern, Raubfliegen oder anderen Raubinsekten.
Die Weibchen legen die Eier in Sand ab, wo sie bis zum Schlüpfen verbleiben. Die geschlüpften Larven graben eine Höhle mit vertikalem Zugang nach außen. In diesen können sich die Larven mit Hilfe von einem Paar Stützhaken auf dem fünften Hinterleibssegment mit großer Geschwindigkeit auf- und abbewegen. Der rundliche Kopf ist so abgeknickt und groß genug, so dass er die Öffnung des Ganges verschließen kann. Erkennt die Larve eine Beute, verlässt sie blitzschnell den Höhleneingang und stürzt sich darauf. Sie packt die Beute mit den spitzen Mandibeln und zieht sich in die Höhle, in deren Grund sie sie in Ruhe verspeist. Anschließend schiebt sie den Kopf unter die Skelettreste der Beute und transportiert sie so zum Höhlenausgang. Durch eine abrupte Bewegung des Kopfes schleudert sie die Reste aus der unmittelbaren Umgebung des Eingangs fort. Auf dem Höhlenboden erfolgt die Verpuppung. Aber auch als adulte Tiere ziehen sich bei zu großer Hitze oder Kälte in selbst gegrabene Höhlen zurück.

## Vorkommen
Die Art ist in Südeuropa, Osteuropa, Asien und Nordafrika in vielen Unterarten verbreitet. Die Unterart C. littoralis littoralis kommt küstennah einmal im südlichen und westlichen Mittelmeergebiet etwa von Kyrenaika (Libyen) bis ins Mündungsgebiet des Ebro (Spanien) vor, zum andern an der Atlantikküste etwa von Casablanca in Marokko bis Le Havre in Frankreich. Das Verbreitungsgebiet von C. littoralis nemoralis überschneidet sich mit dem von C. littoralis littoralis im Ebrodelta und dehnt sich von dort entlang der nördlichen Mittelmeerküste bis ans Schwarze Meer aus,  außerdem kommt C. littoralis nemoralis rund um den Aralsee, fast überall am Kaspischen Meer und an mehreren isolierenten Stellen Europas und Asiens vor. Die anderen Unterarten haben kleinere Verbreitungsgebiete hauptsächlich außerhalb Europas, die häufig nicht zusammenhängend sind.
Die Tiere leben in offenen Habitaten mit spärlicher oder ohne Vegetation in Ufernähe. Sie kommen am Meeresstrand, an Brackwasserseen und Salinen vor (halophil), man findet sich jedoch auch entlang von Bewässerungsgräben, an Stauseen und anderen Wasserläufen. Sie sind feuchtigkeitsliebend und tolerieren hohe Salzgehalte. Man vermutet, dass die Art ihren Ursprung in Nordafrika hat. In Spanien findet man die Art von März bis Dezember.